# Eduardo Chozas Olmo
Eduardo Chozas Olmo (Madrid, 5 de juliol de 1960) és un exciclista espanyol, que fou professional entre el 1980 i el 1993. Durant aquests anys aconseguí 24 victòries, i destacà 4 etapes al Tour de França i 3 al Giro d'Itàlia.

## Palmarès
- 1980
  - Vencedor d'una etapa de la Volta a Alemanya
- 1981
  - Vencedor d'una etapa de la Volta a Astúries
- 1983
  - 1r a la Volta a Andalusia i vencedor d'una etapa
  - 1r a la Clàssica de Sabiñánigo
  - 1r a la Volta a La Rioja
  - 1r al Tour del Tarn i vencedor d'una etapa
  - 1r al Gran Premi Camp de Morvedre
  - Vencedor d'una etapa del Giro d'Itàlia
- 1984
  - 1r al Gran Premi de Naquera
  - Vencedor d'una etapa de la Volta a la Comunitat Valenciana
- 1985
  - Vencedor d'una etapa del Tour de França
- 1986
  - Vencedor d'una etapa del Tour de França
- 1987
  - Vencedor d'una etapa del Tour de França
- 1990
  - 1r a la Volta a Andalusia i vencedor d'una etapa
  - Vencedor d'una etapa del Tour de França i 1r del del Premi de la Combativitat 
  - Vencedor d'una etapa del Giro d'Itàlia
- 1991
  - Vencedor d'una etapa del Giro d'Itàlia
  - Vencedor d'una etapa de la Volta a Múrcia

### Resultats al Tour de França
- 1985. 9è de la classificació general. Vencedor d'una etapa
- 1986. 14è de la classificació general. Vencedor d'una etapa
- 1987. 27è de la classificació general. Vencedor d'una etapa
- 1988. 30è de la classificació general
- 1990. 6è de la classificació general. Vencedor d'una etapa. 1r del Premi de la Combativitat
- 1991. 11è de la classificació general

### Resultats al Giro d'Itàlia
- 1981. 16è de la classificació general
- 1982. 19è de la classificació general
- 1983. 8è de la classificació general. Vencedor d'una etapa
- 1990. 11è de la classificació general. Vencedor d'una etapa
- 1991. 10è de la classificació general. Vencedor d'una etapa
- 1993. 32è de la classificació general

### Resultats a la Volta a Espanya
- 1980. 36è de la classificació general
- 1981. 11è de la classificació general
- 1982. 14è de la classificació general
- 1983. 6è de la classificació general
- 1984. Abandona
- 1985. 29è de la classificació general
- 1986. 24è de la classificació general
- 1987. 36è de la classificació general
- 1988. 67è de la classificació general
- 1989. 24è de la classificació general
- 1990. 33è de la classificació general
- 1991. 11è de la classificació general
- 1992. 43è de la classificació general
- 1993. 22è de la classificació general